# Ramiyah
As quatro membros do grupo gospel Ramiyah consiste em Stephanie Bonner, Bryant Tracy, Burton DeLaurian e Staten Sherise. As meninas foram criadas em Detroit, Michigan, e foram reunidos pela equipe de produção PAJAM. Eles surgiram em: The Stellar Awards, Showtime no Apollo, e o Trumpet Awards.

## Carreira Musical
Em 2003, Ramiyah lançou seu auto-intitulado álbum Ramiyah, que foi lançado pela Columbia. Ramiyah lançou os singles "Waiting" e "Turn It Out". À Espera foi bem nas paradas do gospel, mas o single anterior, "Turn It Out" não conseguiu chegar paradas do gospel e de fazer bem como o primeiro single "Waiting". O álbum atingiu o 8° lugar no Billboard Gospel charts em 2004.

## Filmografia
- 2003: The Fighting Temptations

## Discografia

### Álbuns
- 2003: Ramiyah
- 2011: Untitled

### Singles
- 2003: Waiting
- 2003: Turn It Out
- 2011: He Is The One